# Sergio Herrera
Sergio Darío Herrera Month (Barrancabermeja, 15 marzo 1981) è un ex calciatore colombiano, di ruolo attaccante.

## Palmarès

### Club
- Categoría Primera A: 3

America de Calì: 2000, 2001, 2002
- AFC Champions League: 1

Al-Ittihad: 2005
- Coppa della Corona del Principe saudita: 1

Al-Ittihad: 2004

### Individuale
- Capocannoniere del Torneo Pre-Olimpico CONMEBOL: 1

2004 (5 gol)